# Aston Martin DP214
La DP214 è un'autovettura da competizione prodotta dalla Aston Martin nel 1962 in due esemplari. È stata realizzata per partecipare a gare di Gran Turismo, 24 Ore di Le Mans compresa.
Come la DP212, ovvero il modello che sostituì, la DP214 era basata sul telaio della DB4GT. Il corpo vettura venne completamente ridisegnato prendendo degli elementi presenti sulla DP212, a cui venne però associata una coda tronca.

## Caratteristiche tecniche
Il modello montava un telaio tubolare in acciaio a cui era unita una carrozzeria coupé due porte che era realizzata in lega d'alluminio e magnesio.
La DP214 aveva installato un motore sei cilindri in linea da 3.750 cm³ di cilindrata. La corsa e l'alesaggio erano, rispettivamente, 92 mm e 93 mm. L'alimentazione era assicurata da tre carburatori doppio corpo Weber.
Il motore era montato anteriormente, mentre la trazione era posteriore. Il cambio era invece un "David Brown S432" manuale a quattro rapporti.  Lo sterzo era a cremagliera.
Le sospensioni derivavano da quelle della DP212. Quindi quelle anteriori erano costituite da doppi bracci trasversali e molle elicoidali, mentre quelle posteriori erano formate da barre di torsione, da un parallelogramma di Watt e da un ponte De Dion. A differenza delle sospensioni della DP212, sulla DP 214 erano installate delle barre antirollio più piccole.

## Le competizioni
A differenza della DP212, la DP214 non venne utilizzata solamente nella 24 Ore di Le Mans. La DP214 debuttò insieme alla DP215 alla 24 Ore di Le Mans del 1963 con Bill Kimberley e Jo Schlesser che guidavano un esemplare, e Bruce McLaren e Innes Ireland che gareggiavano con l'altro. Si ritirarono entrambi per un guasto ad un pistone nonostante la vettura guidata da Ireland avesse raggiunto, durante la gara, il sesto posto assoluto.
Nel 1964 le due DP214 parteciparono al Guard's Trophy che si corse al circuito di Brands Hatch. Un esemplare si ritirò, mentre l'altro arrivò al sesto posto assoluto ed al secondo della propria categoria. A questa gara seguì un settimo posto assoluto e un quarto di classe al Tourist Trophy sul circuito di Goodwood, che fu ottenuto da un esemplare dei due. Anche in questo caso l'altra vettura si ritirò, questa volta a causa di un guasto ad una valvola. La corsa successiva fu invece coronata da una vittoria: Roy Salvadori si impose all'Inter-Europa Cup che si svolse all'autodromo di Monza. Il successo fu poi bissato anche sul circuito di Montlhéry
Dopo queste vittorie, le DP214 vennero vendute ad una scuderia privata. Uno dei due esemplari venne però distrutto alla 1000 km del Nürburgring del 1964 in un incidente dove morì purtroppo anche il pilota che la guidava, Brian Hetreed. L'altro esemplare, con il numero di telaio 0194, è invece sopravvissuto.